# Joan d'Albusson

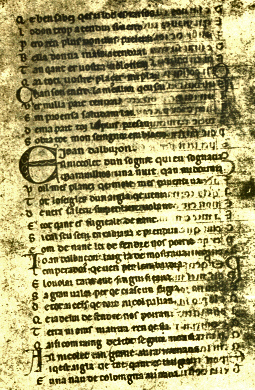
En Nicolet, d'un sognie qu'ieu sognava, cançoner U

Joan d'Albusson (o Johanet d'Aubusson) (primera meitat del s. XIII) fou un trobador occità llemosí de la ciutat d'Aubusson. Se'n conserven tres composicions, fetes en àmbit italià, amb trobadors italians.

## Vida
Joan es documenta a la cort de Blacaz i el trobem establert a Itàlia on fou un gibel·lí, en favor de Frederic. És coneguda la tençó amb Sordello, on Joanet l'acusa de ser un joglar i de rebre peces de roba en paga per les seves cançons. I també la que sosté amb Nicoletto da Torino, tant pel seu contingut polític, com pel tema del somni. Paterson data aquesta poesia de 1238.

## Obra
- (265,1a)[3] Digatz mi s'es vers zo c'om brui (tençó amb Sordello)
- (265,2) En Nicolet, d'un sognie qu'ieu sognava (tençó amb Nicoletto da Torino)
- (265,3) Vostra dompna, segon lo meu semblan (dues cobles i una tornada, en resposta a unes altres cobles de Sordello: 437,6 Del cavaler me plai, qe per amor)

### Repertoris
- Alfred Pillet / Henry Carstens, Bibliographie der Troubadours von Dr. Alfred Pillet […] ergänzt, weitergeführt und herausgegeben von Dr. Henry Carstens. Halle : Niemeyer, 1933 [Joan d'Aubusson és el número PC 265]